# Porsche Lynn
Pour les articles homonymes, voir Lynn.
Porsche Lynn, née le 14 février 1962 à St. Johns (Michigan), est une actrice pornographique et stripteaseuse américaine.

## Biographie
Lynn avait 6 ans quand ses parents décident violemment de se séparer. Un jour, sa mère et sa grand-mère emmenèrent à son père les papiers du divorce à signer. Mais quand elles arrivèrent à la porte, le père leur tira dessus et se suicida. Orpheline, Lynn est élevée tantôt par certains membres de sa famille, puis placée dans une famille d'accueil.

### Carrière
Porsche Lynn fait partie des trois « Lynn » porno stars des années 1980 Ginger Lynn & Amber Lynn. Tom Byron les appellera les « three Lynns ».
Entre 1985 et 2002, elle apparaît dans plus de 170 films, aimant particulièrement le style dominatrice. Ses jambes sont assurées pour 1 million $.
Ses dernières apparitions sont toutes dans des scènes 100 % lesbiennes.

### Récompenses
- 2000 : XRCO Hall of Fame
- 1993 : XRCO award Porsche Lynn, Sean Michaels & Julian St. Jox (Arabian Nights)
- 1994 : AVN Award du meilleur second rôle féminin dans une vidéo (Best Supporting Actress - Video) pour Servin' it Up[3]
- AVN Hall of Fame